# Huldtoneel

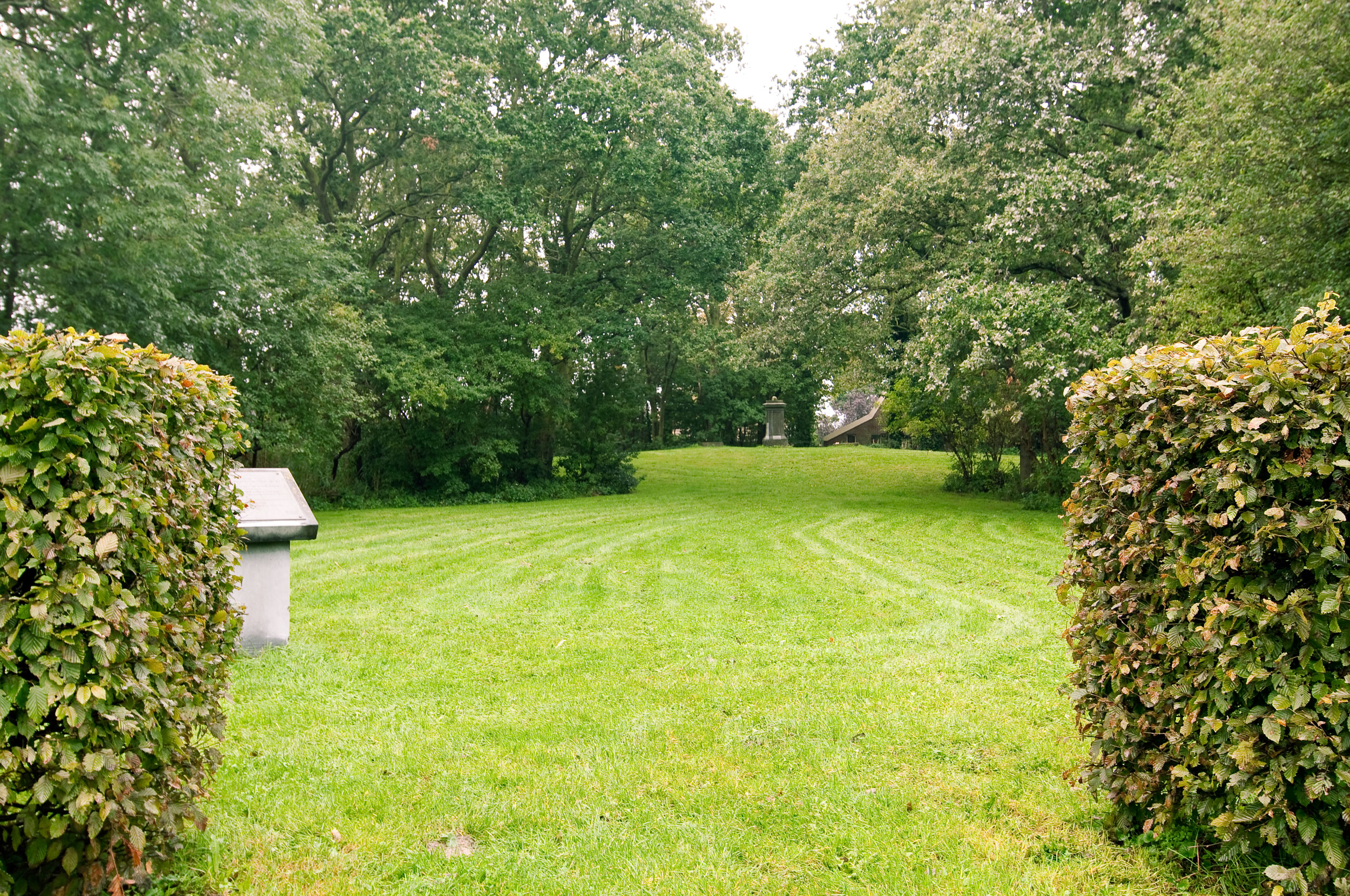
Het Huldtoneel

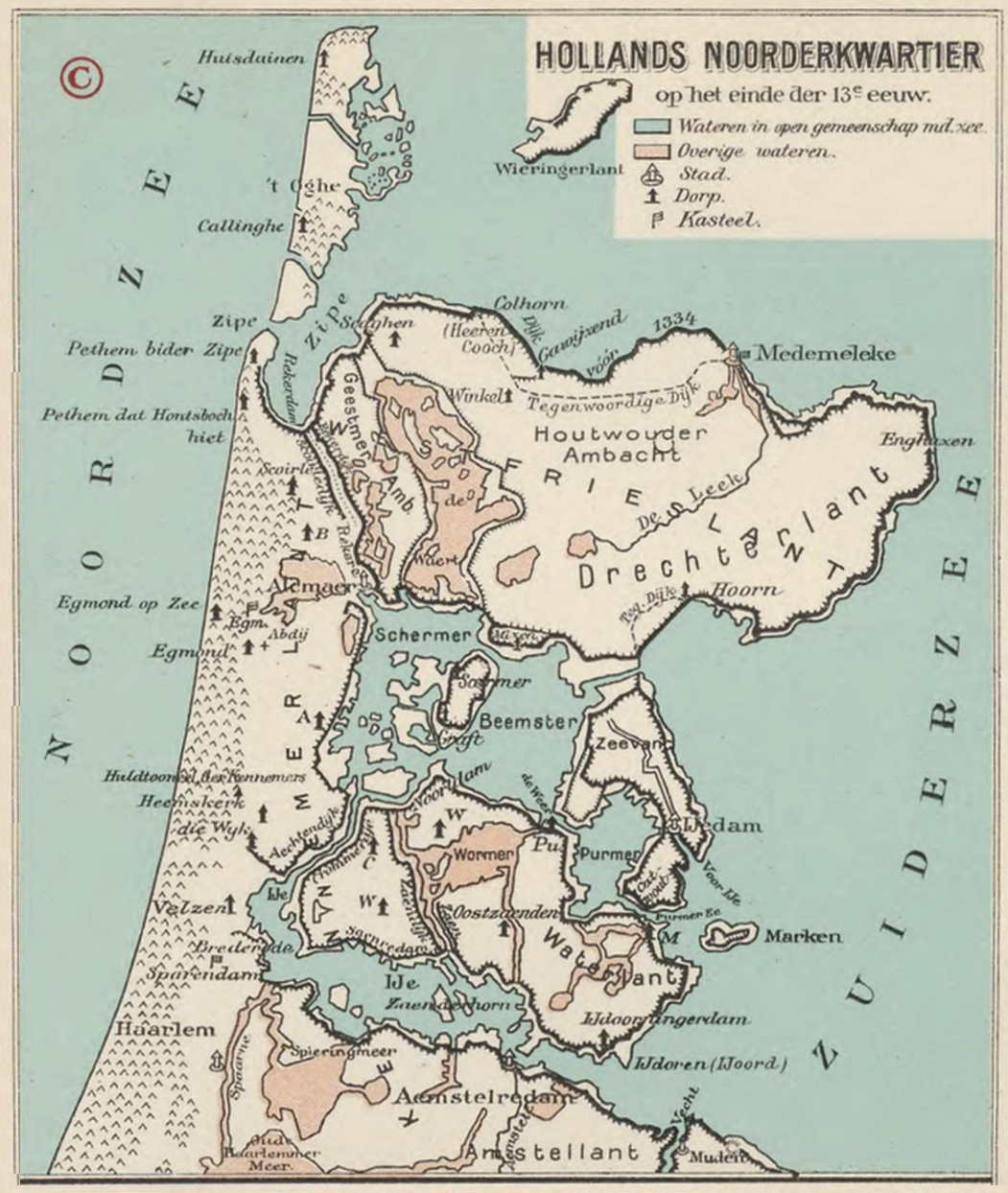
Hollands Noorderkwartier op het eind der 13e eeuw met weergave van het "Huldtoneel der Kennemers" net boven Heemskerk.

Het Huldtoneel of de Schepelenberg is een historisch monument in de Nederlandse gemeente Heemskerk. Het is een kunstmatige heuvel aan de huidige Rijksstraatweg, schuin tegenover de Marquettelaan, in de buurt van Noorddorp. Hier werden in de Middeleeuwen de Graven van Holland ingehuldigd als Heren van Kennemerland; vandaar de naam Huldtoneel.
Het was een van de eerste wettelijk beschermde rijksmonumenten in Nederland. Het Huldtoneel bestaat in feite uit twee rijksmonumenten: het bodemarchief van de heuvel (rijksmonument 45436) en het gedenkteken op de heuvel (rijksmonument 21209).

## Historie
Volgens overleveringen zou het Huldtoneel al voor de Romeinse tijd zijn ingericht als Germaanse heilige plaats. Uit bij opgravingen gevonden voorwerpen en sporen, is gebleken dat de heuvel ooit een offerplaats is geweest. Hier zou ook recht zijn gesproken over de inwoners van de streek. In 860 duikt het huidige Huldtoneel als 'Schupildhem' op in de geschreven geschiedenis.
Onder meer Albrecht van Beieren en Jan IV van Brabant werden er respectievelijk in 1361 en 1418 gehuldigd als Heren van Kennemerland. Hiermee accepteerden de Kennemers de nieuwe graaf als hun nieuwe heer, en kon de graaf op hun steun rekenen. In Holland waren er minstens twee van dergelijke plaatsen: Katwijk was de andere.
Het monument staat beschreven in het 18e-eeuwse Het Vaderland van Gerrit van der Jagt. Hierbij werd vermeld dat vroeger, naar Fries gebruik, bij verkiezingen de gekozen veldheren op een schild door vier edelen werden gedragen.
In 1863 onderzocht conservator-archeoloog L.J.F. Jansen van het Rijksmuseum van Oudheden de heuvel middels een opgraving. Hij vond aardewerk, verbrand bot, houtskool en resten geoxideerd ijzer. Hij concludeerde dat het een begraafplaats uit de Romeinse tijd betrof. Waarschijnlijk onmiddellijk na de opgraving in datzelfde jaar, plaatste jonkheer Gevers van Endegeest het driezijdig hardstenen monument op het Huldtoneel. Op elke zijde staat een inscriptie:
| Oostzijde                                                                                 | Zuidwestzijde                              | Noordwestzijde                                                                     |
| ----------------------------------------------------------------------------------------- | ------------------------------------------ | ---------------------------------------------------------------------------------- |
| DE GRAVEN VAN HOLLAND WERDEN HIER NAAR OVERLEVERING ALS HEEREN VAN KENNEMERLAND GEHULDIGD | WANDELAAR WIL DIT GEDENKTEEKEN EERBIEDIGEN | DOOR GEVERS v ENDEGEEST EN ZIJNE VROUW M.J. DEUTZ v ASSENDELFT OPGERIGT MDCCCLXIII |

In 1951 werd in het oude Raadhuis van Heemskerk een glas-in-loodraam aangebracht, dat laat zien hoe hertog Jan van Beieren in 1418 de eed aflegt.